# Anamanaguchi
Anamanaguchi és un grup de chiptune punk de la ciutat de Nova York que produeix música a partir d'un Nintendo Entertainment System (NES) modificat de 1985. El grup compta amb quatre membres: compositor: Peter Berkman, baixista: James DeVito, guitarrista: Ary Warnaar i a la bateria: Lucas Silas. Igual que d'altres artístes de chiptune, Anamanaguchi crea música amb sintetitzadors, encara que no són convencionals: una NES i una Game Boy modificats. Però, a diferència de la majora de les bandes de chiptune, Anamanaguchi agrega guitarra elèctrica, baix i bateria sobre la música sintetitzada per crear una fusió de sons tradicionals i digitals. Des d'un punt de vista tècnic, la seva música s'assembla a la dels videojocss de mitjans de la dècada de 1980, encara que Berkman afirma que els videojocs no són la principals inspiració del grup, ja que la seva composició es deu principalment a "una mescla de coses" prenent com a exemple a grups com Weezer i The Beach Boys.
El 26 de març de 2010 al PAX East de Boston, el grup anuncià que compondria la música del videojoc de la franquícia Scott Pilgrim vs. the World: The Game, realitzada per Ubisoft, joc que fou publicat l'agost de 2010. La banda sonora del joc fou publicada a Amazon i iTunes per ABCKO records el 24 d'agost de 2010. La banda sonora de Scott Pilgrim vs, the World: The Game va debutar en el nº3 del rànquing Billboard's Heatseekers chart. En 2016 la banda va publicar el videojoc Capsule Silence XXIV amb la seva banda sonora, amb una trentena de cançons.

## Discografia
- Dawn Metropolis (Normative, 2009)
- Endless Fantasy (dream.hax, 2013)
- [USA] (Polyvinyl, 2019)